# Lucas Vázquez
Lucas Vázquez Iglesias (født 1. juli 1991) er en spansk fodboldspiller, der spiller som kantspiller.
Han har spillet 9 landskampe for det spanske landshold herunder i Europamesterskabet i fodbold 2016 og Verdensmesterskabet i fodbold 2018.